# (1093) Freda
(1093) Freda – planetoida z pasa głównego asteroid okrążająca Słońce w ciągu 5 lat i 198 dni w średniej odległości 3,13 au. Została odkryta 15 czerwca 1925 roku w Algiers Observatory w Algierze przez Benjamina Jekhowsky’ego. Nazwa planetoidy pochodzi od Freda Prévosta, inżyniera górnictwa i filantropa Wydziału nauk w Bordeaux. Przed nadaniem nazwy planetoida nosiła oznaczenie tymczasowe (1093) 1925 LA.